# Barnim V de Poméranie
Pour les articles homonymes, voir Barnim.
Barnim V de Poméranie (né vers 1369– mort en 1402/1403) duc de Poméranie
à Trabourg de 1373/1374 à sa mort.

## Biographie
Barnim V est le fils de Bogusław V de Poméranie. Il règne sur une partie du duché de Poméranie-Stolp
à partir de Traburg près de Stargard,à al fin de sa vie il est corégent avec son frère
Bogusław VIII. La date de sa mort n'est pas connue avec précision selon les sources elle intervient entre le 16 mai 1402 et 13 février 1403.
Barnim V  avait épousé une princesse lituanienne parente de Vytautas le Grand il ne laisse pas d'enfant.